# Palizada
Palizada è uno degli 11 comuni dello stato della Campeche, Messico; si estende per un'area di 2.071,70 km² con una popolazione di 8.352 abitanti secondo il censimento del 2010.
Confina al nord e a est con il comune di Carmen e a sud e a ovest con lo stato messicano di Tabasco.

## Località principali
A capo del comune c'è la città di Palizada con 3.089 abitanti; le altre principali località rurali, con la relativa popolazione al 2010, sono:
- Santa Isabel 	630
- El Juncal 	394
- Tila 	268
- Santa Cruz 	255
- Lagón Dulce 	251

## Cronologia dei governatori
| Governatore del Comune                   | Periodo   |
| ---------------------------------------- | --------- |
| Eugenio Abreu y Abreu                    | 1916-1917 |
| Alonso Rodríguez                         | 1918      |
| José del C. Rodríguez García             | 1919      |
| Teófilo Herrera L.                       | 1920      |
| Nestor Quijano Canto                     | 1921      |
| Luis Espinosa Alpuche                    | 1922      |
| Moisés Rocher Lara                       | 1923      |
| Carlos Rodríguez Ara                     | 1924-1925 |
| Jorge Cárdenas Ezagazeta                 | 1926-1927 |
| Carlos Rodríguez Ara                     | 1928-1929 |
| Gonzalo del Rivero Inurreta              | 1930-1931 |
| Juan Aguilar Glory                       | 1932-1933 |
| Francisco Inurreta Cabriales             | 1934-1935 |
| Enrique Abreu Barrera                    | 1936-1937 |
| Alonso Rivera Medina                     | 1938-1939 |
| German Pérez Benitez                     | 1940-1941 |
| José del C. González Salazar             | 1942-1943 |
| Vicente Guerrero Glory                   | 1944-1946 |
| Pablo González Lastra                    | 1947-1949 |
| Joaquín Inurreta Mucel                   | 1950-1952 |
| Pedro Aguilar Castillo                   | 1953-1955 |
| José Eusebio Lastra García               | 1956-1958 |
| Ambrosio Gil Inurreta                    | 1959-1961 |
| Alberto Díaz Guzmán                      | 1962-1964 |
| Genaro Abreu Guerrero                    | 1965-1967 |
| Luis Ayala Montejo                       | 1968-1970 |
| Joaquín Heredia Pérez                    | 1971-1973 |
| Eduardo del Rivero Heredia               | 1974-1976 |
| Rodrigo del Rivero de la Fuente          | 1977-1979 |
| Carlos Cano Cruz                         | 1980-1982 |
| Antonio Domingo Lara del Rivero          | 1983-1985 |
| Nelson Gregorio Glory Escoffie           | 1986-1988 |
| Crispin Damian Zavala                    | 1989-1990 |
| Eduardo del Rivero Heredia               | 1990-1991 |
| Samuel Díaz Benitez                      | 1992-1994 |
| Carlos Alberto Ayala Fernández del Campo | 1995-1997 |
| Genaro Abreu Barroso                     | 1997–2000 |
| Javier Zavala Ballona                    | 2000-2003 |
| Lic. Deyro Camara Damas                  | 2003-2006 |
| C. Luis Ayala Menéndez                   | 2006-2009 |